# Megalastrum reductum
Megalastrum reductum är en träjonväxtart som beskrevs av A. Rojas. Megalastrum reductum ingår i släktet Megalastrum och familjen Dryopteridaceae. Inga underarter finns listade.